# Типометрична лінійка (друкарство)
Типометрична лінійка, рядкомір (рос. строкомер) — була призначена для лінійного вимірювання (у видавництві та друкарні) кегля складальних матеріалів, ширини проміжних матеріалів, формату рядків, розміру шпальт, розміру кліше тощо.
Типометрична лінійка використовувалась для вимірювання в друкарській та метричній системах вимірювання. В країнах колишнього СРСР в основу друкарської системи вимірювань була покладена система на базі друкарського пункта, розроблена 1785 року французьким ливарником шрифту Дідо, в основу якої закладений французький дюйм.
Типометрична лінійка градуйована з одного боку на нонпарель, цицеро, напівквадрати і квадрати (з порядковими номерами) згори, і на міліметри і сантиметри (з порядковими номерами) знизу; з другого боку на петит (з порядковими номерами кожних десяти поділок) згори, і на корпус (з порядковими номерами кожних десяти поділок) знизу.